# John T. Smith
John T. Smith (* Mai 1801 in Carlisle, Cumberland County, Pennsylvania; † 30. März 1864 in Philadelphia, Philadelphia County, Pennsylvania) war ein US-amerikanischer Politiker. Zwischen 1843 und 1845 vertrat er den Bundesstaat Pennsylvania im US-Repräsentantenhaus.

## Leben
Über seine Jugend und beruflichen Werdegang jenseits der Politik gibt es keine Angaben. Es wird lediglich erwähnt, dass er die öffentlichen Schulen seiner Heimat besuchte. Politisch wurde er Mitglied der 1828 von Andrew Jackson gegründeten Demokratischen Partei.
Bei den Kongresswahlen des Jahres 1842 wurde Smith im dritten Wahlbezirk von Pennsylvania in das US-Repräsentantenhaus in Washington, D.C. gewählt, wo er am 4. März 1843 die Nachfolge von Charles Jared Ingersoll antrat. Bis zum 3. März 1845 konnte er eine Legislaturperiode im Kongress absolvieren. Diese Zeit war von den Spannungen zwischen Präsident John Tyler und den Whigs geprägt. Außerdem wurde damals bereits über eine mögliche Annexion der seit 1836 von Mexiko unabhängigen Republik Texas diskutiert.
Nach dem Ende seiner Zeit im US-Repräsentantenhaus verliert sich die Spur von John Smith.